# 7.ª División Panzer (Wehrmacht)
La 7.ª División Panzer (en alemán: 7. Panzer-Division) fue una unidad blindada del Heer en la Segunda Guerra Mundial. Participó en la Batalla de Francia, la Operación Barbarroja (invasión de la Unión Soviética), la ocupación de Vichy (Francia) y combatió en el frente oriental hasta el final de la guerra. La 7.ª División Panzer apodada y conocida popularmente como la «División Fantasma» por su velocidad e independencia de movimientos, que llevaban a que el enemigo y el Alto Mando Alemán tuvieran dificultades en saber su verdadera localización en el frente de batalla.
La división obtuvo importantes victorias en Francia en 1940 y posteriormente en la Unión Soviética en 1941. En mayo de 1942 se retiró de la Unión Soviética y fue enviada de vuelta a Francia para reponer sus pérdidas y reequiparse. Volvió al sur de Rusia tras la derrota en Stalingrado, ayudando a evitar un colapso general del frente en una serie de batallas defensivas como parte del grupo de ejércitos del Don, participando en el contrataque del general Erich von Manstein en la tercera batalla de Járkov. La división intervino en ofensivas infructuosas en la batalla de Kursk en el verano de 1943, padeciendo fuerte pérdidas de hombres y material, que aumentaron en la contraofensiva soviética en Bélgorod-Járkov.
A lo largo de 1944 y 1945, la división estaba falta de personal y continuamente involucrada en una serie de batallas defensivas a lo largo del frente oriental. Fue evacuada dos veces por mar, dejando cada vez atrás parte de sus equipos pesados. Después de luchar defensivamente a lo largo de Prusia y Alemania Septentrional, los supervivientes escaparon a través del bosque y se rindieron al Ejército Británico al noroeste de Berlín en mayo de 1945.

## Formación

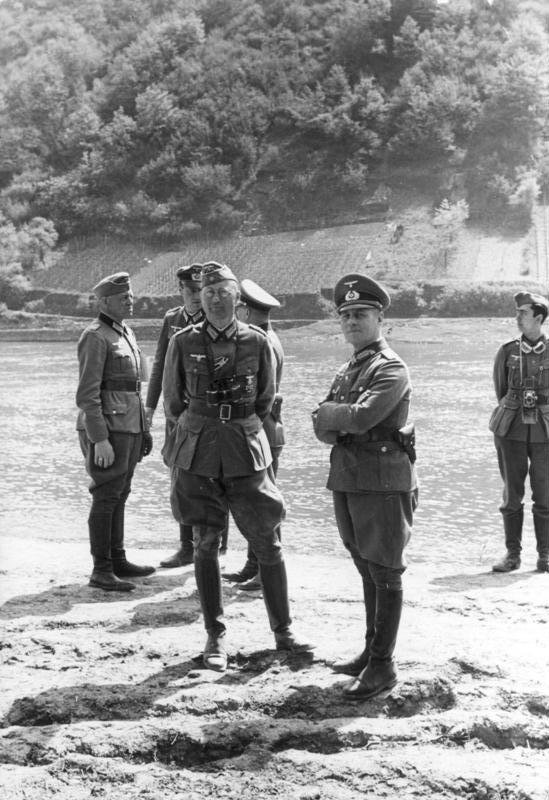
El General Erwin Rommel y su Plana Mayor observando la 7.ª División Panzer mientras hacía prácticas de cruzar el río Mosela en 1940

Después de completar la invasión de Polonia, la efectividad limitada de las divisiones ligeras provocó que el Oberkommando des Heeres (alto mando alemán) ordenara la reorganización de cuatro divisiones ligeras en divisiones panzer completas. En octubre de 1939, la 2.ª división ligera se convirtió en la 7.ª División Panzer. una de las diez divisiones blindadas alemanas. Consistía en 218 tanques en tres batallones, dos regimientos de fusileros, un batallón motorizado, un batallón de ingenieros y un batallón antitanques.
Erwin Rommel, recientemente ascendido a general, que había servido a Hitler durante la invasión de Polonia, consiguió, tras la intervención de Hitler, el mando de la división. Después de tomar el mando el 10 de febrero de 1940, Rommel puso rápidamente su unidad a practicar maniobras que necesitarían en su próxima campaña.

## Historia operacional

### Invasión de Francia y Bélgica
La invasión empezó el 10 de mayo de 1940. Al tercer día, la 7.ª División Panzer liderada por Rommel, junto con tres divisiones panzer adicionales al mando del general Heinz Guderian llegaron al río Mosela, donde los puentes habían sido destruidos. Rommel dirigió, desde la vanguardia, los esfuerzos para cruzar el río, inicialmente infructuosos debido al fuego de cobertura de los franceses al otro lado del río. El 16 de mayo, la división había alcanzado sus objetivos en Avesnes, donde según el plan original debía detenerse y esperar órdenes, pero Rommel continuó.
El 20 de mayo, la división llegó a Arrás. El general Hermann Hoth recibió órdenes de que la ciudad debía dejarse de lado para aislar a la guarnición británica. Ordenó a la 5.ª División Panzer que se moviera hacia el oeste y la 7.ª división hacia el este, flanqueada por la División SS Totenkopf. Al día siguiente, los británicos lanzaron un contraataque, desplegando dos batallones de infantería apoyados por tanques Matilda I y Matilda II en la batalla de Arrás. El cañón antitanque alemán de 37 mm resultó ineficaz contra los Matildas fuertemente blindados. Se llamó al 25.º Regimiento Panzer y a una batería de cañones antiaéreos de 88 mm para que dieran apoyo y los británicos se retiraron.
El 24 de mayo, Hitler emitió una orden de detenerse, cuya razón aún se debate. Pudo haber sobrestimado la cantidad de fuerzas británicas en la zona, o pudo haber querido reservar la mayor parte de los blindados para un avance hacia París. La orden de detención se revocó el 26 de mayo. La 7.ª División Panzer continuó su avance, llegando a Lille el 27 de mayo. Para el asalto, Hoth colocó la 5.ª División Panzer bajo el mando de Rommel. El sitio de Lille continuó hasta el 31 de mayo, cuando se rindió la guarnición francesa de 40 000 hombres. La evacuación de la Fuerza Expedicionaria Británica de Dunkerque concluyó el 4 de junio; más de 338 000 soldados aliados habían sido evacuados a través del Canal, aunque tuvieron que dejar atrás todo su equipo pesado y vehículos.

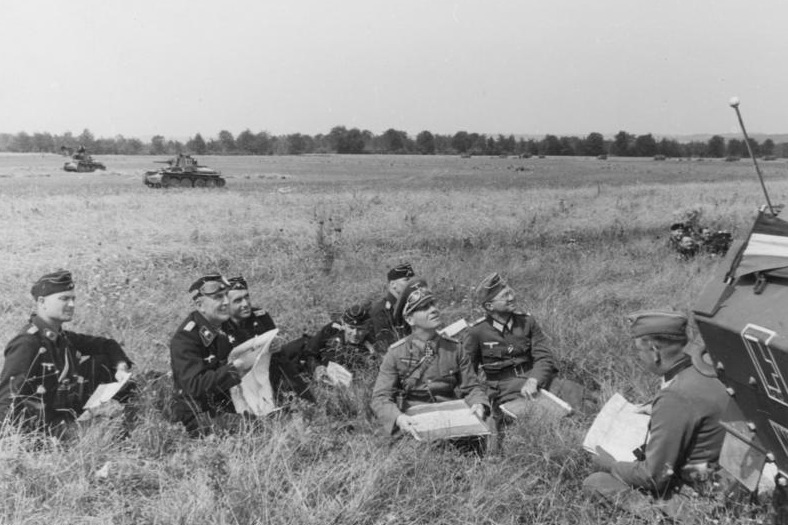
Rommel y su personal durante la Batalla de Francia, junio de 1940.

La división, reanudando su avance el 5 de junio, avanzó hacia el río Sena para asegurar los puentes cerca de Rouen. Avanzando 100 kilómetros en dos días, la división llegó a Rouen para encontrar los puentes destruidos. Desde aquí se movieron hacia el norte, bloqueando la ruta hacia el oeste hasta Le Havre y las evacuaciones de la Operación Cycle y forzando a más de 10 000 hombres de la 51.ª División (Highland), el 9.º Cuerpo del Ejército Francés y otras tropas de apoyo a rendirse en Saint-Valery-en-Caux el 12 de junio. El 17 de junio, la división recibió la orden de avanzar hacia la Base Naval de Cherburgo, donde se estaban llevando a cabo evacuaciones adicionales británicas como parte de la Operación Ariel. La división avanzó 240 kilómetros en 24 horas, y después de dos días de bombardeo, la guarnición francesa se rindió el 19 de junio. La velocidad y la sorpresa que obtuvo fueron fundamentales, hasta el punto de que tanto el enemigo como el OKH a veces desconocían su paradero, lo que le valió a la división el apodo de Gespensterdivision (División Fantasma).
Después de la firma del armisticio del 22 de junio con los franceses, la división pasó a la reserva, siendo enviada primero a Somme y luego a Burdeos para volver a equiparse y prepararse para Unternehmen Seelöwe (Operación León Marino), la invasión planificada de Gran Bretaña. Sin embargo, esta invasión fue cancelada posteriormente, ya que Alemania no pudo obtener la superioridad aérea que se consideraba necesaria para lograr la victoria. En febrero, la división volvió a la reserva y regresó a Alemania, con el general Hans von Funck asumiendo el mando. La unidad fue estacionada cerca de Bonn mientras se preparaban para la invasión de la Unión Soviética. Por razones de seguridad, permaneció en Bonn hasta el 8 de junio de 1941, cuando la división fue cargada en 64 trenes y transportada por ferrocarril hacia la frontera oriental. La división se reunió en la Prusia Oriental, al sureste de Lötzen (Giżycko), en preparación para la Operación Barbarroja (la invasión de la Unión Soviética).

### Frente oriental I

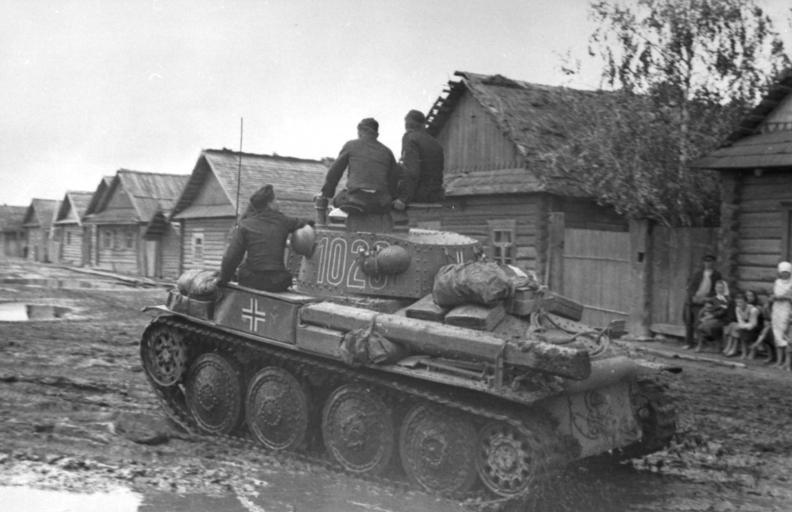
Un Panzer 38t en la Unión Soviética, junio de 1941

La Operación Barbarroja comenzó a las 03:05 del 22 de junio de 1941. La resistencia en la frontera fue más débil de lo esperado y fue sobrepasada, los tanques de la división avanzaron rápidamente, cubriendo los 60 km para llegar al río Niemen en Olita (Alytus) al mediodía. La 5.ª División de Tanques Soviética estacionada en la orilla este del río en Alytus fue completamente sorprendida y los alemanes pudieron capturar dos puentes y establecer cabezas de puente al otro lado del río. Poco después, los soviéticos iniciaron una serie de contraataques feroces, lo que detuvo abruptamente el avance alemán.
La 5.ª División de Tanques estaba bien equipada con 300 tanques, de los cuales 55 eran de los nuevos tipos T-34 y KV-1. Disparando desde posiciones ocultas detrás de las laderas de las colinas, causaron las primeras pérdidas en combate a las fuerzas panzer. Reforzado por tanques del Regimiento Panzer 21 de la 20.ª División Panzer por la tarde, Von Funck pudo rechazar los ataques exploratorios de los tanques del Ejército Rojo y presionar la orilla este, pero decidió retrasar el avance hasta que sus suministros lo alcanzaran.

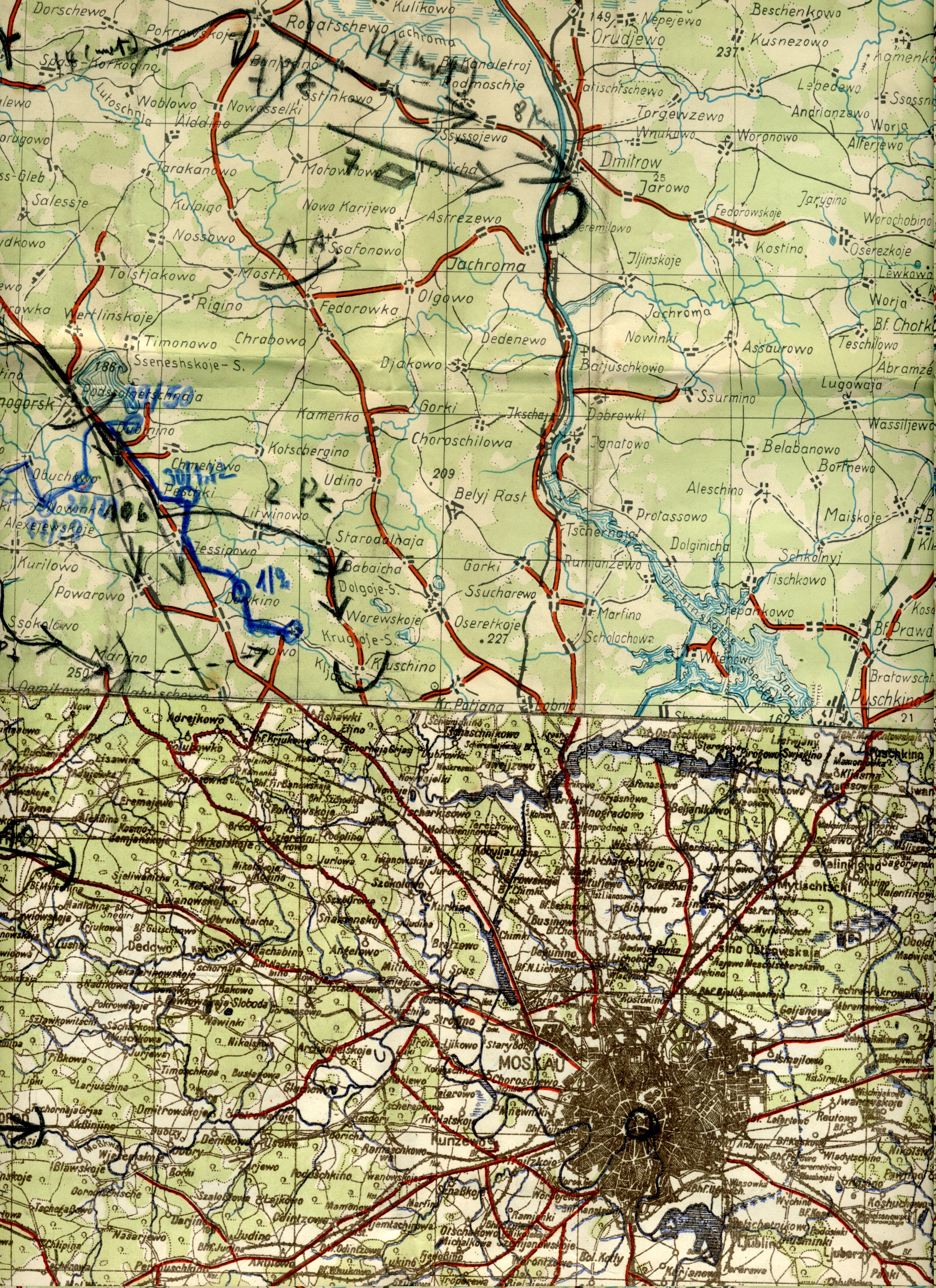
Mapa de campaña utilizado por el batallón de reconocimiento de la división durante la aproximación por el norte de Moscú

Después de perder 80 de sus tanques en ataques de tanteo contra las cabezas de puente, la 5.ª División de Tanques se retiró durante la noche hacia el noreste. El camino ahora despejado, la división avanzó otros 100 km a las afueras de Vilna. Su batallón de motocicletas capturó la ciudad al día siguiente. Consolidando su posición en y alrededor de Vilna, la división entregó la responsabilidad de la ciudad a la 20.ª División Motorizada y reanudó su avance hacia el este. A diferencia de las campañas anteriores, en las que las posiciones del Ejército Rojo fueron desbordadas y cortadas, los defensores soviéticos frecuentemente continuaban luchando en lugar de entregarse, incluso aunque su situación fuera desesperada. La terquedad de los defensores soviéticos costó más tiempo y bajas, frustrando al mando alemán. A pesar de crear bolsas de resistencia, el mando soviético fue incapaz de montar una línea continua de defensa, y las vitales comunicaciones por carretera y ferrocarril al noreste de Minsk fueron cortadas el 26 de junio, solo cuatro días después del inicio de la Operación Barbarroja. Al día siguiente, la división se unió a la 18.ª División Panzer del 2.º Grupo Panzer, atrapando a la mayor parte de tres ejércitos soviéticos, el 3.º, el 10.º y el 13.º, en una gran bolsa al oeste de Minsk.
En una carrera de tres días, la división llegó a la ciudad de Yártsevo, desbordando las posiciones soviéticas alrededor de Smolensk y amenazando con el cerco al 20.º Ejército soviético. Mientras tanto, la 29.ª División Motorizada había capturado la ciudad de Smolensk desde el sur, pero con importantes fuerzas atadas en Yelnya, el 2.º Grupo Panzer carecía de la fuerza suficiente para volver a unirse con las posiciones de la 7.ª División Panzer. La brecha entre ambos grupos permaneció abierta, y el mando soviético pudo mover a sus fuerzas a través del corredor en ambas direcciones. El 26 de julio, junto con la 20.ª División Motorizada, la división se lanzó 20 kilómetros hacia el sur, pero aún no pudo cerrar del todo el cerco. Sin embargo, una semana después, la presión desde todos los lados había eliminado la bolsa de existencia y la división finalmente fue relevada por unidades de infantería, retirándose de primera línea para reequiparse y descansar.
La división comenzó la campaña con 400 oficiales y 14 000 hombres. Para enero de 1942, seis meses después del inicio de la ofensiva, la división había sufrido 2055 muertos, 5737 heridos, con 313 desaparecidos y otros 1089 enfermos con congelación y enfermedades transmitidas por piojos. Las bajas totales fueron de 9203. A finales del invierno, la división tomó posiciones a lo largo de una línea defensiva que unía Yukhnov-Gzhatsk-Zubtsov. El 15 de marzo, participó en combates contra una serie de ofensivas soviéticas como parte de las Batallas de Rzhev. Para el 4 de abril, la división fue trasladada a Vyazma. Para mayo de 1942, la división tenía una fuerza de 8589 hombres y oficiales, la mayoría de los cuales no habían estado con la unidad al comienzo de la campaña. Como resultado, la división fue retirada para descansar y reequiparse en el sur de Francia.

### Francia
En mayo, la división fue transportada en tren al sur de Francia, donde se le asignaron tareas de protección costera con el 1.º Ejército bajo el mando de von Funck. Aunque la división estaría lista para el 1 de septiembre, el II / Panzer-Regiment 25 fue temporalmente equipado con tanques franceses. Sin embargo, se entregaron nuevos equipos, incluidos 35 Panzer III (J), 14 Panzer III (N) y 30 Panzer IV (G), y los dos Regimientos de Fusiles de la división fueron reasignados como Regimientos Panzergrenadier.

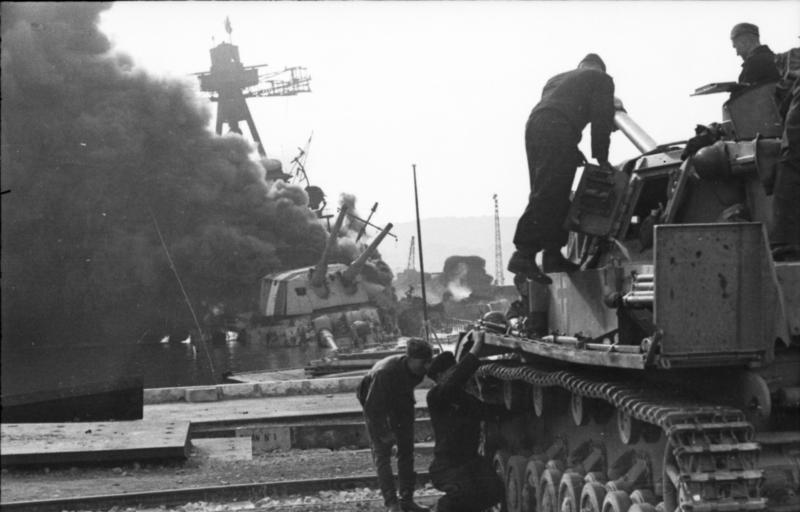
La tripulación de un Panzer IV ve un barco de guerra francés en llamas, probablemente el crucero Colbert

Hitler había estado preocupado por la posibilidad de una invasión aliada del continente. Tras los desembarcos aliados del 8 de noviembre en África Occidental y del Norte, su ansiedad aumentó en gran medida. El 11 de noviembre, la división, como parte del Operación Anton, fue enviada a la previamente Francia de Vichy, para llegar a la costa mediterránea entre Perpiñán y Narbona. Reunida en un área de preparación alrededor de Aix-en-Provence, la división se preparó para la Operación Lila, la toma de la flota francesa de Vichy en el puerto naval de Toulon, para evitar que cayeran en manos aliadas. Para la misión, la división fue reforzada con unidades de otras divisiones, incluidos dos grupos blindados y un batallón de motocicletas de la 2.ª División SS Das Reich y un destacamento marino llamado Gumprich en honor a su comandante. El Grupo de Combate Gumprich recibió la misión de capturar los barcos franceses antes de que pudieran navegar o ser hundidos. Los grupos de combate entraron en Toulon a las 04:00 del 27 de noviembre de 1942 y capturaron el arsenal principal y las defensas costeras. Sin embargo, no pudieron evitar el hundimiento de la flota francesa en Toulon y la operación acabó en fracaso.
Posteriormente, la división estuvo estacionada en una región entre Marsella y Aviñón. Permaneció allí hasta enero de 1943, cuando el deterioro del frente alemán en el sur de la Unión Soviética hizo necesaria su regreso al frente oriental.

### Frente oriental II
Al ser transferida al Grupo de Ejércitos Sur, la división luchó para detener el esfuerzo soviético de cortar el 1.er Ejército Panzer en el Cáucaso. La división detuvo el avance soviético en Rostov, manteniendo una vía de escape para el 1.er Ejército Panzer. Continuó en acciones a lo largo de las líneas de los ríos Don y Donets, y en la tercera batalla de Járkov. En el verano de 1943, la división participó en la ofensiva de Kursk, sirviendo como parte de las formaciones acorazadas del destacamento de Ejército Kempf mientras intentaban proteger el flanco este de la tenaza sur alemana. La división sufrió fuertes bajas en esta batalla, y al final de la misma la división contaba con 15 tanques y una fuerza de combate de infantería equivalente a tres batallones.
Después del fin de la ofensiva alemana en Kursk, la división fue transferida al XLVIII Cuerpo Panzer. El 20 de agosto de 1943, el Generalmajor Hasso von Manteuffel asumió el mando de la división. El Frente de la Estepa Soviética lanzó un ataque masivo el 3 de agosto de 1943, encabezado por el 1.ª Ejército de Tanques y el 5.ª Ejército de Tanques de Guardias.

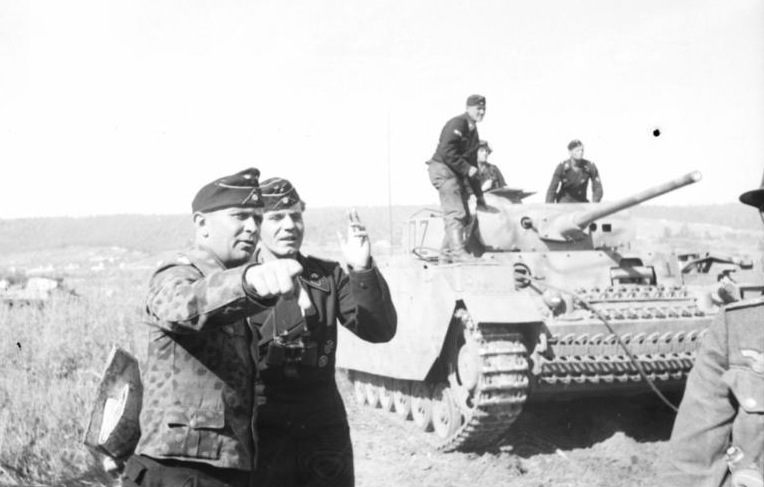
Adelbert Schulz, comandante del 25.º Regimiento Panzer, la principal fuerza de ataque de la 7.ª División Panzer, cerca de un Panzer III en junio de 1943

El frente alemán al oeste de Belgorod fue perforado y obligado a retroceder. La división, perteneciente al 4.º Ejército Panzer, cedió gradualmente ante la lucha contra el 40.º Ejército soviético. La división fue relevada del frente, permitiéndole formar un grupo de choque con la división Großdeutschland, que conduciría hacia el flanco soviético y se uniría a los refuerzos que llegaban a la región de Járkov, y frenaría el avance soviético. El contraataque fue liderado por la Großdeutschland, con la división, operando con sus 23 tanques operativos restantes, cubriendo el flanco izquierdo. Al anochecer, los atacantes habían avanzado 24 kilómetros hacia el flanco del Ejército Rojo y aislado los elementos avanzados del ataque soviético. Sin embargo, el éxito fue de corta duración, ya que más refuerzos soviéticos avanzando detrás de los elementos principales se enfrentaron con el contraataque alemán y redujeron la efectividad de combate de las formaciones de la Wehrmacht. Con esto, el Grupo de Ejércitos Sur se retiró a la línea del Dniéper.
Las pérdidas de personal de la división en agosto fueron aún mayores que en julio. El batallón de reemplazo fue desbandado ya que todos los líderes competentes eran necesarios en el frente. Las pérdidas en armas pesadas de infantería y vehículos motorizados redujeron el valor de combate de la división. Los tanques operativos restantes se fusionaron en una sola compañía. La golpeada división se retiró a la posición del Dniéper, cruzando el río en Kremenchug.
Luego, la división luchó en la defensiva Batalla de Kiev y en el contraataque alemán en Zhitomir. Durante estas batallas, la división fue mencionada en dos ocasiones por su distinguido comportamiento. Después de esto, la división luchó en una serie de intensas batallas defensivas durante la larga retirada a través de Ucrania.

### Bolsa de Curlandia
En julio de 1944, la división fue trasladada al norte hacia los Estados Bálticos y la zona norte del Grupo de Ejércitos Centro en respuesta a la ofensiva báltica soviética. La división participó en combates defensivos en Lituania. A finales del verano, el Primer Frente Báltico intentó llegar al mar Báltico a través del 3.er Ejército Panzer. El 21 de septiembre, la división se desplazó más de 100 km hacia el norte hasta un área al este de Memel (actual Klaipėda) donde hubo intensos enfrentamientos. Las fuerzas alemanas se vieron obligadas a retroceder durante la Batalla de Memel y se establecieron en un perímetro defensivo alrededor de la ciudad costera de Memel. Con la cabeza de puente de Memel aislada, la división fue relevada por una división de infantería y se embarcó en barcos y fue transportada por mar fuera de la bolsa, dejando su equipo pesado detrás con las fuerzas alemanas que aún mantenían la posición. El 7 de noviembre de 1944, el resto de la división se reunió en la zona de entrenamiento de Aryes en Prusia Oriental y la división fue parcialmente reorganizada. Aquí formó una reserva para el 2.º Ejército Panzer del Grupo de Ejércitos Centro.

### Alemania
En enero de 1945, el Segundo Frente Bielorruso soviético montó un ataque masivo y rompió las defensas del 2.º Ejército, el cual fue forzado a retroceder hacia el norte y oeste. La Kampfgruppe de la división luchó en una acción de retaguardia a través del norte de Polonia en Elbląg y al este de Grudziądz. La división cruzó el Vístula y luego continuó en batallas defensivas en y alrededor de Chojnice. A mediados de febrero de 1945, la división fue empujada hacia el norte de Pomerania. En marzo de 1945, la división estaba luchando una acción dilatoria en Gdynia, al norte y oeste de Danzig. El 19 de abril de 1945, los hombres sobrevivientes fueron evacuados por mar nuevamente, desde la península de Hel. Sólo un pequeño remanente de la división regresó de la península de Hel. Este remanente se reunió en la isla del mar Báltico de Usedom en Pomerania occidental y se retiró hacia el oeste a través de Prusia hasta que finalmente se rindió al Ejército británico en Schwerin, al norte y oeste de Berlín en mayo de 1945. 

## Acusaciones de crímenes de guerra
El historiador Raffael Scheck dice: «Aunque no hay pruebas que incriminen al propio Rommel, su unidad luchó en áreas donde las masacres alemanas de prisioneros de guerra franceses negros eran extremadamente comunes en junio de 1940».
Según algunos autores, durante los combates en Francia, la división, junto con tropas de la 5.ª División Panzer, cometieron numerosas atrocidades contra las tropas francesas, incluyendo el asesinato de 50 oficiales y hombres que se rindieron en Quesnoy y en la cercana Airaines.Después de la guerra, se erigió un monumento al oficial francés al mando, Charles N'Tchoréré, quien supuestamente fue ejecutado por soldados bajo el mando de Rommel. Según Raffael Scheck, la división fue «probablemente» responsable de la ejecución de prisioneros de guerra en Hangest-sur-Somme, mientras que Scheck cree que estaban demasiado lejos para haber estado involucrados en las masacres en Airaines y pueblos cercanos. El historiador francés Dominique Lormier afirma que el número de víctimas de la división en Airaines fue de 109, principalmente soldados franco-africanos de Senegal. El historiador Daniel Butler está de acuerdo en que es posible que ocurriera la masacre en Le Quesnoy, dado la existencia de nazis como Karl Hanke en la división, aunque afirma que en comparación con otras unidades alemanas, existen pocas fuentes sobre tales acciones de los hombres de la división (Butler cree que es «casi imposible imaginar» que Rommel autorizara o tolerara tales acciones, en cualquier caso). Showalter afirma que no hubo masacre en Le Quesnoy. Claus Telp comenta que Airaines no estaba en el sector de la división, sin embargo, en Hangest y Martainville, elementos de la división pudieron haber disparado a algunos prisioneros y haber utilizado al coronel británico Broomhall como escudo humano. Telp cree que es poco probable que Rommel aprobara o incluso supiera de estos dos incidentes.

## Comandantes

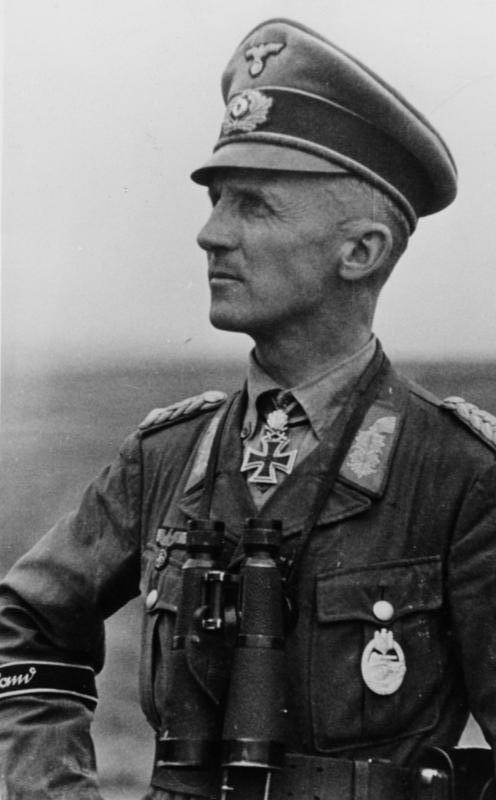
Hasso von Manteuffel mando la división en 1943.

- Generalmajor Georg Stumme (18 de octubre de 1939 – 5 de febrero de 1940)
- Generalmajor Erwin Rommel (5 de febrero de 1940 – 14 de febrero de 1941)
- Generalmajor Hans Freiherr von Funck (15 de febrero de 1941 – 17 de agosto de 1943)
- Oberst Wolfgang Gläsemer (17 de agosto de 1943 – 20 de agosto de 1943)
- Generalmajor Hasso von Manteuffel (20 de agosto de 1943 – 1 de enero de 1944)
- Generalmajor Adelbert Schulz (1 de enero de 1944 – 28 de enero de 1944), KIA
- Oberst Wolfgang Gläsemer (28 de enero de 1944 – 30 de enero de 1944)
- Generalmajor Dr. Karl Mauss (30 de enero de 1944 – 2 de mayo de 1944)
- Generalmajor Gerhard Schmidhuber (2 de mayo de 1944 – 9 de septiembre de 1944)
- Generalmajor Dr. Karl Mauss (9 de septiembre de 1944 – 31 de octubre de 1944)
- Generalmajor Hellmuth Mäder (31 de octubre de 1944 – 30 de noviembre de 1944)
- Generalmajor Dr. Karl Mauss (30 de noviembre de 1944 – 5 de enero de 1945)
- Generalmajor Max Lemke (5 de enero de 1945 – 23 de enero de 1945)
- Generalmajor Dr. Karl Mauss (23 de enero de 1945 – 25 de marzo de 1945)
- Oberst Hans Christern (26 de marzo de 1945 – 8 de mayo de 1945)

## Organización / Orden de batalla

### Mayo 1940
La estructura organizativa de la «7.ª División Panzer» del Heer alemán (10 de mayo de 1940), en preparación para la Batalla de Francia, era la siguiente.
«»
- 25.º Regimiento Panzer(baja el mando de Oberst Karl Rothenburg)en alemán: Panzerregiment 25 (PzRgt 25)
  - I Batallón Panzer (Schmidt) / I. Panzerabteilung (I. PzAbtg)
  - II Batallón Panzer  (Ilgen) / II. PzAbtg
  - III (66.º) Batallón Panzer (Mayor Rudolf Sieckenius) / III. PzAbt (PzAbt 66)
- 7.º Brigada de infantería (Oberst Fürst) / 7. Schützenbrigade (7. SchtzBrig)
  - 6.º Regimiento de infantería (Oberst Erich von Unger) / Schützenregiment 6 (SchtzRgt 6)
  - 7.º Regimiento de infantería  (Oberst Georg von Bismarck) / SchtzRgt 7
  - 705.º compañía de artillería pesada, 15 cm sFH 13 / schwere Infanterie-Geschütz-Kompanie (s InfGeschKomp 705)
- 78.º Regimiento de artillería, 10.5 cm (Oberst Frölich) / Artillerieregiment 78 (ArtRgt 78)
  - I Batallón (Kessler) / I. Abteilung (I. Abtg)
  - II Batallón (Crasemann) / II. Abtg
  - III Batallón from June 6, 1940 (von Kronhelm) / III. Abtg
- 7.º Batallón Motorizado (Mayor Friedrich-Carl von Steinkeller) / Kraftradschützenbataillon 7 (KradSchtzBat 7)
- 37.º Batallón de reconocimiento Panzer (Mayor Erdmann, KIA 28 May) / Panzeraufklärungsabteilung 37 (PzAufklAbt 37)
- 42.º Batallón Antitanque (Oberstleutnant Johann Mickl) / Panzerjägerabteilung 42 (PzJgAbt 42)
- 58.º Batallón de Ingenieros Motorizado (Mayor Binkau, KIA 13 May) / Pionierbataillon 58 (PiBtl 58)
- 58.º Batallón de suministros (t.b.d.) / Nachschubbataillon 58
- 83.º Batallón de comunicaciones (Müller) / Nachrichtenabteilung 83 (NachrichtenAbt 83)
- 59.º Batallón antiaéreo ligero (Mayor Schrader) / leichte Flakabteilung 59 (le FlakAbt 59)

Unidades de apoyo subordinadas:
- 86.º Batallón antiaéreo / FlakAbt 86
- 1.ª Batería, 23.º Batallón antiaéreo / 1. Batterie, FlakAbt 23
- 1.ª Grupo de reconocimiento (Heer) 11 / 1. Staffel, Aufklärungsgruppe (Heer) 11

Equipamiento:
La artillería divisionaria consistía en ese momento en 24 obuses ligeros remolcados 10,5 cm leFH 18. El batallón antitanque de la división y los pelotones antitanque de infantería usaban todos cañones antitanques remolcados 3,7 cm PaK 36. La infantería se movilizaba en camiones o motocicletas. Tanto el Regimiento de Tanques 25 como el Batallón de Tanques 66 habían entrado en acción en Polonia solo con tanques ligeros Panzer I y Panzer II. Al ser asignadas a la 7.ª División Panzer, estas unidades adoptarían el tanque checoslovaco LT vz. 38 como el tanque principal en sus compañías ligeras, junto con el Panzer IV en las compañías medianas. Sin embargo, este proceso no se completó al inicio de la batalla de Francia y la división entró en acción en mayo de 1940 con 225 tanques (34 Pz I, 68 Pz II, 91 Pz 38(t), 24 Pz IV y ocho variantes de mando).

### Julio 1941

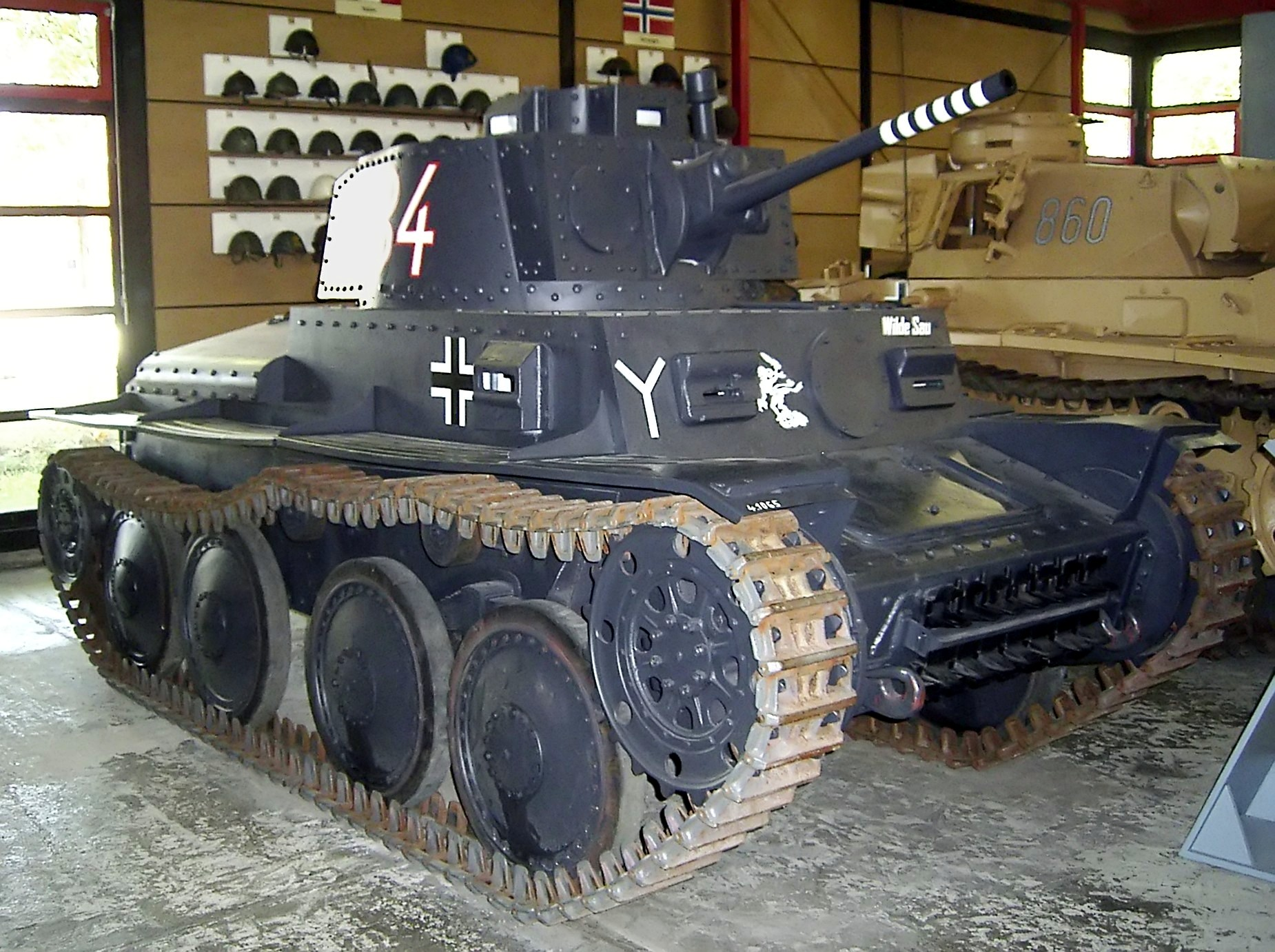
Panzer 38(t) Usados por la 7.ª División Panzer, estos tanques ligeros construidos en Checoslovaquia fueron los principales vehículos de combate del regimiento de tanques de la división desde 1940 hasta 1941.

- 25.º Regimiento Panzer (I, II y III Batallones)
- 7.º Brigada de infantería
  - 6.º Regimiento de infantería motorizada (I y II Batallones)
  - 7.º Regimiento de infantería motorizada (I y II Batallones)
  - 7.º Batallón motorizado
- 37.º Batallón de reconocimiento
- 78.º Regimiento motorizado de artillería (I, II y III Batallones)
- 58.º Batallón de ingenieros motorizado
- 42.º Batallón antitanque
- 58.º Batallón de reserva
- Servicios de división[53]

El 25.º Regimiento Panzer había absorbido el 66.º Batallón Panzer, que había sido la fuerza acorazada de la 2.ª División Ligera original. Para 1941, esta unidad se había convertido en el 3.º Batallón del 25.º Regimiento Panzer. En vísperas de la Operación Barbarroja, la fuerza de tanques de la división había aumentado a 53 Pz II, 167 Pz 38(t), 30 Pz IV y 15 Char B franceses, para un total de 265 tanques. El regimiento de artillería había agregado un tercer batallón de cañones pesados, con dos baterías de 150 mm sFH y una batería de cañones de 100 mm.
Cada batallón panzer comprendía cuatro compañías en lugar de tres, y se había agregado una tercera compañía al batallón antitanque. También se había agregado un batallón de reserva de tres compañías. La división contaba con un total de 400 oficiales liderando a 14 000 hombres al comienzo de Barbarroja.

### Junio 1943
En mayo de 1942, la división fue retirada de la Unión Soviética y reconstruida y reorganizada en Francia. El Regimiento Panzer ahora Consistía en dos batallones equipados con tanques alemanes. Los regimientos de infantería ahora se llamaban Granaderos Panzer, con el II Regimiento de Granaderos Panzer 6 equipado con semiorugas blindados. El batallón de motocicletas se fusionó con el batallón de reconocimiento y contenía una compañía de vehículos blindados, una compañía de semiorugas, dos compañías de motocicletas y una compañía pesada.
A su regreso a Rusia en diciembre de 1942, el Regimiento Panzer estaba entonces equipado con 21 Pz II, 91 Pz III (50mm largo), 14 Pz III (75mm), 2 Pz IV (75mm), 18 Pz IV (75mm largo), 9 Befehl (mando), para un total de 155 tanques.
- 25.º Regimiento Panzer
- 6.º Regimiento Panzer de Granaderos
- 7.º Regimiento Panzer de Granaderos
- 7.º Batallón de Reconocimiento
- 78.º Regimiento Motorizado de artillería
- 58.º Batallón de Ingenieros Motorizado
- 42.º Batallón antiaéreo
- 296.º Batallón antiaéreo  (reserva)
- 58.º Batallón de Reserva
- Servicios de división